# Kostel svatého Martina (Lipany)
Kostel svatého Martina je novorománský kostel v Lipanech.
První kostel byl postaven již před rokem 1352 a byl osově orientován k východu. Byl ale vážně poškozen během třicetileté války a Švédové z něj ukradli 3 zvony. Kostel byl poté provizorně opraven a od roku 1787 byl přiřazen k faře Říčany. Měl dřevěnou zvonici a roku 1863 musel být zbourán, zůstala jen věž z roku 1796. Na jeho místě byl postaven menší pseudorománský kostel s půlkruhovou apsidou a věží, zasvěcený stejně jako jeho předchůdce sv. Martinu. Loď kostela je překlenuta křížovou klenbou a osvětlena kruhovým oknem. Roku 1931 byl kostel opraven s nákladem necelých 14 tisíc Kč. Bohoslužby zde probíhají každou druhou a čtvrtou neděli v měsíci. Kostel i se hřbitovem je zapsán v seznamu kulturních památek ČR.